# Poul Ancher

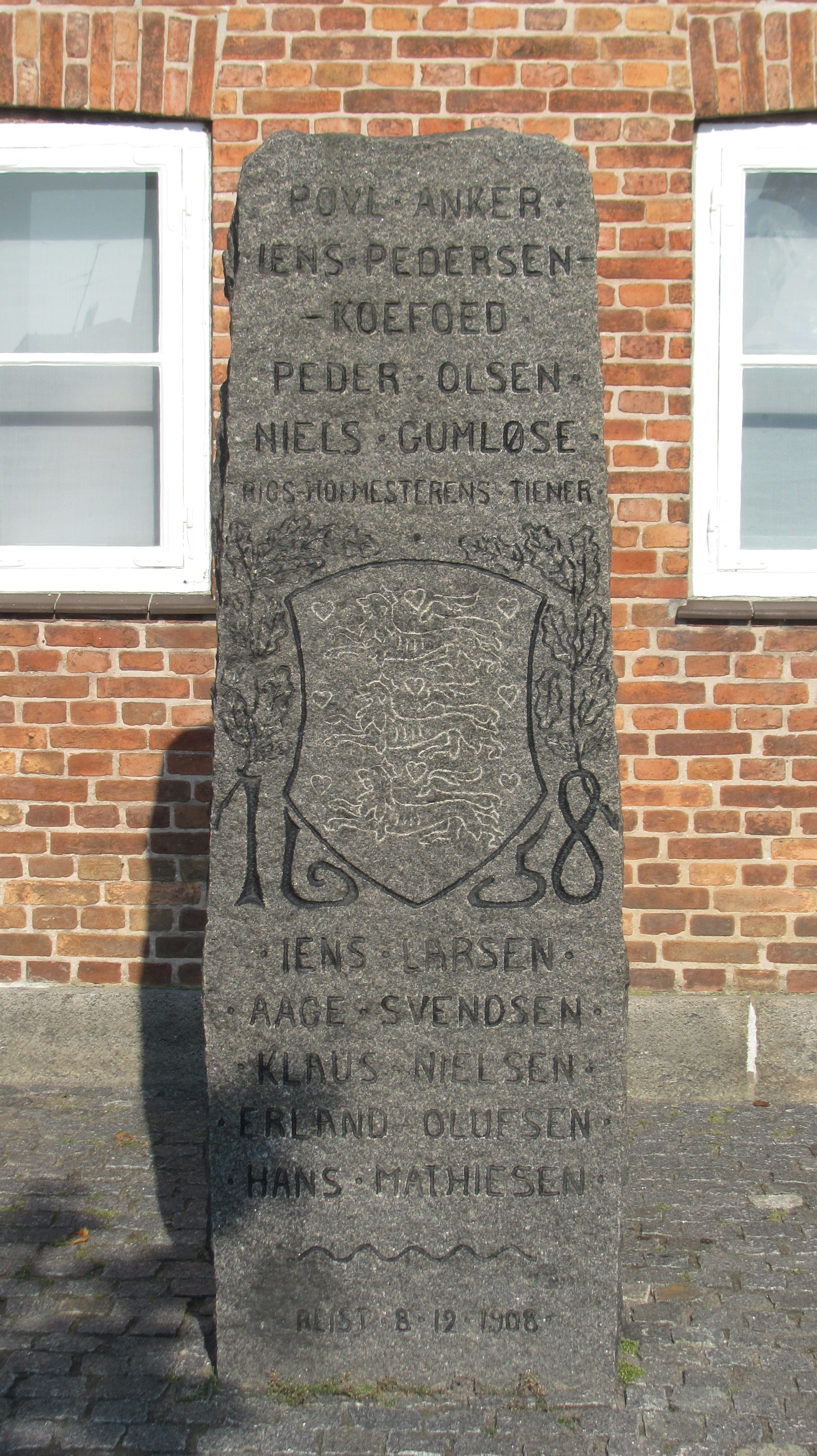
Minnessten över danska frihetskämpar i Hasle på Bornholm, Danmark.

Poul Hansen Ancher, född omkring 1630 i Östra Hoby församling i Kristianstads län i Skåne, död 28 oktober 1697 i Hasle på Bornholm, var en bornholmsk kyrkoherde och frihetskämpe. Poul Ancher var kyrkoherde i Hasle och Rutsker socken på Bornholm från 1654 till 1697, prost från 1685 och prost i Rutsker socken från 1688. Han var en av huvudorganisatörerna i striden för befrielsen av Bornholm från svenskarna.
År 1978 namngavs färjan M/S Povl Anker efter honom.
Källorna stavar hans namn olika, både Poul, Pouffuel och Povl samt Ancher, Ankare och Anker förekommer.
Poul Ancher var gift med Karen Jensdatter Sota (1638–1684) och senare med Lene Nielsdatter (1664–1729).

## Ungdom och utbildning
Föga är känt om Anchers ungdom, hans födelseår är satt till 1630, men hans exakta födelseort är okänd. Troligtvis var det på Hovby prästgård, där Hans Povlsen, även omnämnd Anchersen, satt som kyrkoherde fram till sin död 1655; hans hustru hette Else Olesdatter, och av namnen att döma kan detta äkta par var Povl Anchers föräldrar.
Ancher tog examen från Vor Frue Skole, Metropolitan School, i Köpenhamn 1650 och skrevs in den 1 juni i studentregistret vid Köpenhamns universitet.

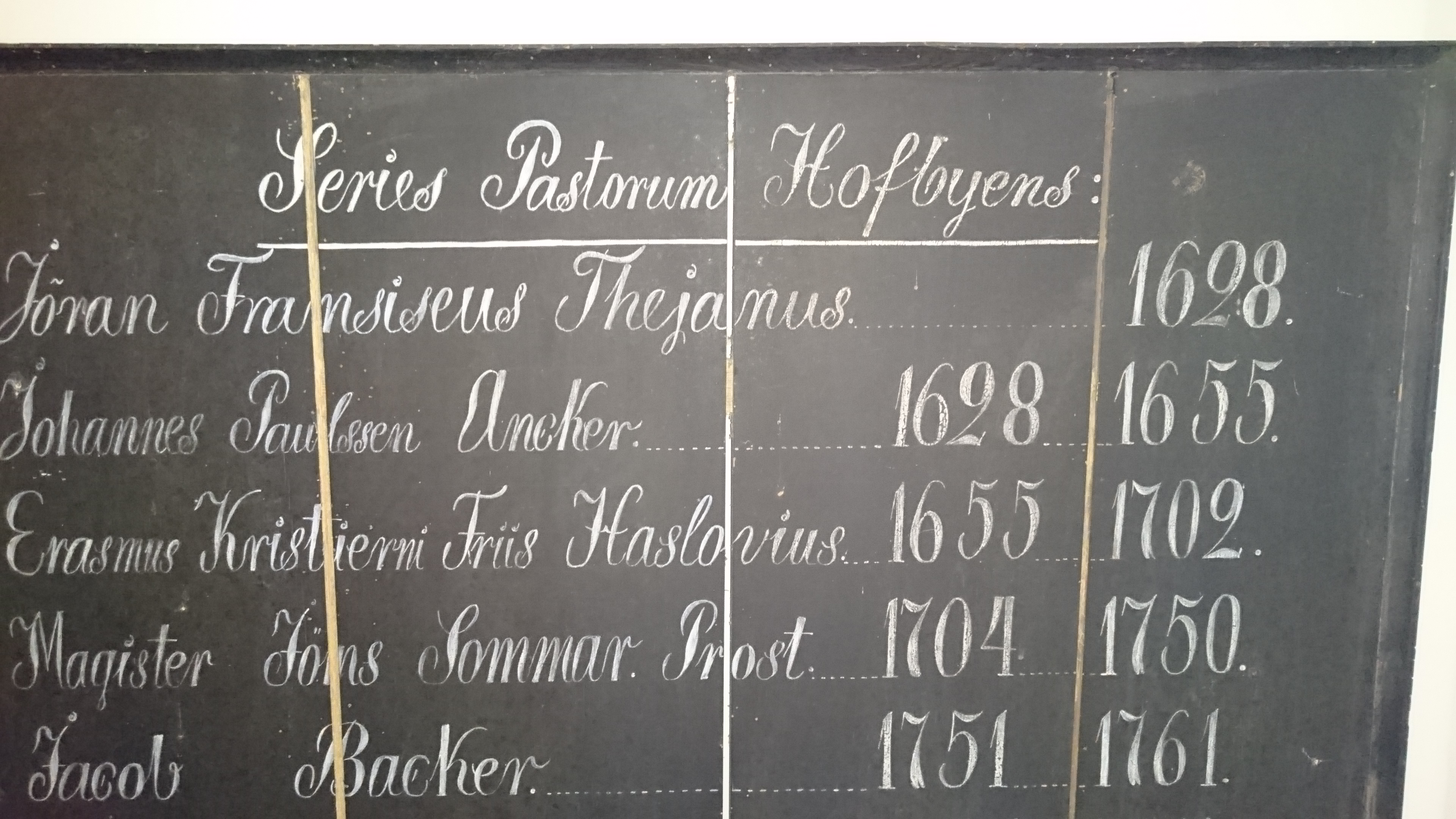
Förteckning över sockenpräster i Östra Hoby kyrka. Johannes Paulssen Ancker 1628-1655, far till Poul Ancher.

## Pesten
Poul Ancher hade fyra år på sig att slutföra sin teologiska utbildning vid universitetet, när det stora peståret 1654 gjorde många församlingar prästlösa. På Bornholm dödade böldpesten sex av landets 15 kyrkoherdar. En av dessa, Jens Hansen Sode, född i Skåne, hade varit rektor för Rønne latinskola i några år, innan han 1632 blev kyrkoherde i Hasle och Rutsker ock gifte sig med sin föregångares änka, Karen Jensdatter Sode. När han dog 13 oktober 1654 blev den unge Poul Ancher hans efterträdare i den magra församlingen: köpstaden Hasle hade förlorat 133 invånare i pesten och dess medborgarskap räknade till endast 60 hushåll, i landsförsamlingen Rutsker hade pesten fört bort 2310 människor, och av de 56 små, tiondebetalande, gårdarna var många öde. Av fiskearrendatorerna här hade Vang sju, Kås och Helligpeder endast ett hushåll. Trots församlingarnas fattigdom förblev Poul Ancher troget fäst vid dem i 43 år, ända fram till sin död.

## Den bornholmska frihetskampen 1658
Poul Ancher var en av de framstående ledarfigurerna för den bornholmska frihetsrörelsen under 1658. Andra ledare i rörelsen var Niels Gumløse, Peder Olsen, Villum Clausen och Jens Pedersen Kofoed.

## Äktenskap
Poul Ancher hade bara varit i Hasle i ett halvår när han den 3:e pingstdagen 1655 förlovade sig med sin föregångares dotter Karen Jensdatter Sode. Genom åren gav detta äktenskap honom fem barn och gav honom talrika band till Bornholms prästgårdar och de högre stånden. När Ancher förlorade Karen Sode 1684 kände han sig gammal och ansökte om tillstånd att få sin son Hans Ancher utnämnd till kapellan, vilket kungen tillät. Sonen övertog faderns arbete i Rutsker socken. Året därpå, 1685, tillträdde han tjänsten som prost för hela Bornholm, då valet föll på honom efter svågern Hans Jensen Sodes död. Hans ålder hindrade honom inte från att ingå ett nytt äktenskap med Lene Nielsdatter som födde honom två söner, Key och Guris, samt två döttrar. Detta äktenskap förde även med sig att Ancher blev indragen i ett mörkt mordfall där hans svåger dräpte sin bror och sedermera avrättades 1696.